# Guarda-Mor
Guarda-Mor – miasto i gmina w Brazylii, w stanie Minas Gerais.